# Коашва
Коашва  (рос. Коашва) — селище, підорядковане місту Кіровськ Мурманської області Російської Федерації.
Населення становить 882 особи. Належить до муніципального утворення Кіровський міський округ.

## Населення
| 2002 | 2010 |
| ---- | ---- |
| 1365 | ↘882 |